# Luka Snoj
Luka Snoj (Ljubljana, 16. ožujka 1990.) je slovenski košarkaš, trener i pravnik. Natjecao se u košarci 3 na 3. Prvi je Europljanin koji je zaigrao u japanskoj ligi.

## Karijera
Igrao je za Domžale. Na FIBA-inoj Svjetskoj turneji 2013./2014. u Lausannei bio je sedmi. Nastupao je na Svjetskom sveučilišnom prvenstvu u košarci 3 na 3 2014. u Salvador de Bahii u Brazilu, gdje je njegova ekipa završila deveta.
Autor je knjige o košarci Basketball: Everything you need to know.
Od 2022. trenira ekipu Ljubljana Center. 

## Vanjske poveznice
- Luka Snoj na proballers.com